# Castañares (Burgos)
Castañares es una localidad dependiente del municipio de Burgos. Se encuentra a unos 7 kilómetros al este del centro de la ciudad, aguas arriba del río Arlanzón.
Castañares se encuentra atravesada por la travesía de la carretera N-120, que lleva hasta La Rioja a través de Ibeas de Juarros y el puerto de la Pedraja. Cerca de Castañares, al norte se encuentra el aeropuerto de Burgos, conocido localmente como el aeropuerto de Villafría. También llega una línea de autobús urbano, concretamente la L16 con frecuencias de 40 minutos y salidas desde la Pza. de España de la ciudad.

## Historia
Castañares antiguamente era nombrada una villa perteneciente al partido de Burgos, que formaba parte a su vez de otros catorce partidos entre 1781 y 1833. La jurisdicción de Castañares era de señorío y estaba ejercida por el Conde de Villariezo. Este se encargaba de nombrar al alcalde mayor. A finales del siglo XIX, Castañares se constituye en municipio, y se lo denomina Castañares de Burgos. A mediados de siglo, Castañares de Burgos se integró en Villayuda. En 1927 una Real Orden del Ministerio de Gobernación acordó la anexión de Castañares y Villayuda.
Así se describe a Castañares en el tomo VI del Diccionario geográfico-estadístico-histórico de España y sus posesiones de Ultramar, obra impulsada por Pascual Madoz a mediados del siglo XIX:

Villa en la provincia, audiencia territorial, capitanía general, diócesis y partido judicial de Burgos (1 legua), ayuntamiento de Villayuda; Situada en una llanura bastante agradable y espaciosa por todos lados, a la margen derecha del río Arlanzón, con clima sano; siendo sus enfermedades más comunes las tercianas y los vientos dominantes cierzo (N), y de abajo (S); tiene, además de la municipal, 14 casas, 1 escuela de primeras letras, a que concurren de 10 a 12 niños, y 1 iglesia parroquial (San Quirico y Santa Julita), aneja de la de Villayuda, servidas ambas por 1 cura y 1 sacristán; habiendo también para beber y demás usos domésticos, 1 pozo de muy buenas aguas dentro de la población, y 1 fuente a la inmediación de la fábrica de papel continuo. Confina el término N Villafría; E Orbaneja y San Medel; S Cardeña Jimeno, y O Villayuda; extendiéndose ¼ de legua de N a S, y ½ de E a O; dentro de esta circunferencia se halla un soto con bastante arbolado de chopo y encina, y muchos pastos; se extiende desde la margen izquierda del Arlanzón hasta la cuesta donde está la cartuja de Miraflores; el resto de las márgenes del río abunda también en pastos, y forman prados naturales con buenas yerbas. El terreno es de buena calidad, aunque algo arenoso; le baña el río Arlanzón, de que ya se habla anteriormente. Caminos: el que de Burgos va a la Rioja; pasa por inmediato de la villa, donde está plantado a los lados de árboles en forma de alameda, si bien algo descuidada. El correo se recibe en Burgos, adonde cada uno acude a tomar sus cartas. Producciones: trigo alaga y blanquillo, cebada, centeno, yeros y ricas legumbres; cría ganado lanar y vacuno, caza de codornices y perdices, y pesca de anguilas y truchas. Industria: además de la agrícola hay 1 molino de 3 muelas; existe la importantísima fábrica de papel continuo (V. industria en el artículo Burgos ciudad). Población: 16 vecinos, 49 almas. Capital productivo: 434.420 reales. Imponible: 40.541. Contribución: 2.167 reales y 13 maravedíes.
Diccionario geográfico-estadístico-histórico de España y sus posesiones de Ultramar

## Demografía
Evolución de la población
| Gráfica de evolución demográfica de Castañares entre 2000 y 2017   |
|                                                                    |
| Población de derecho (2000-2017) según el padrón municipal del INE |

## Iglesia

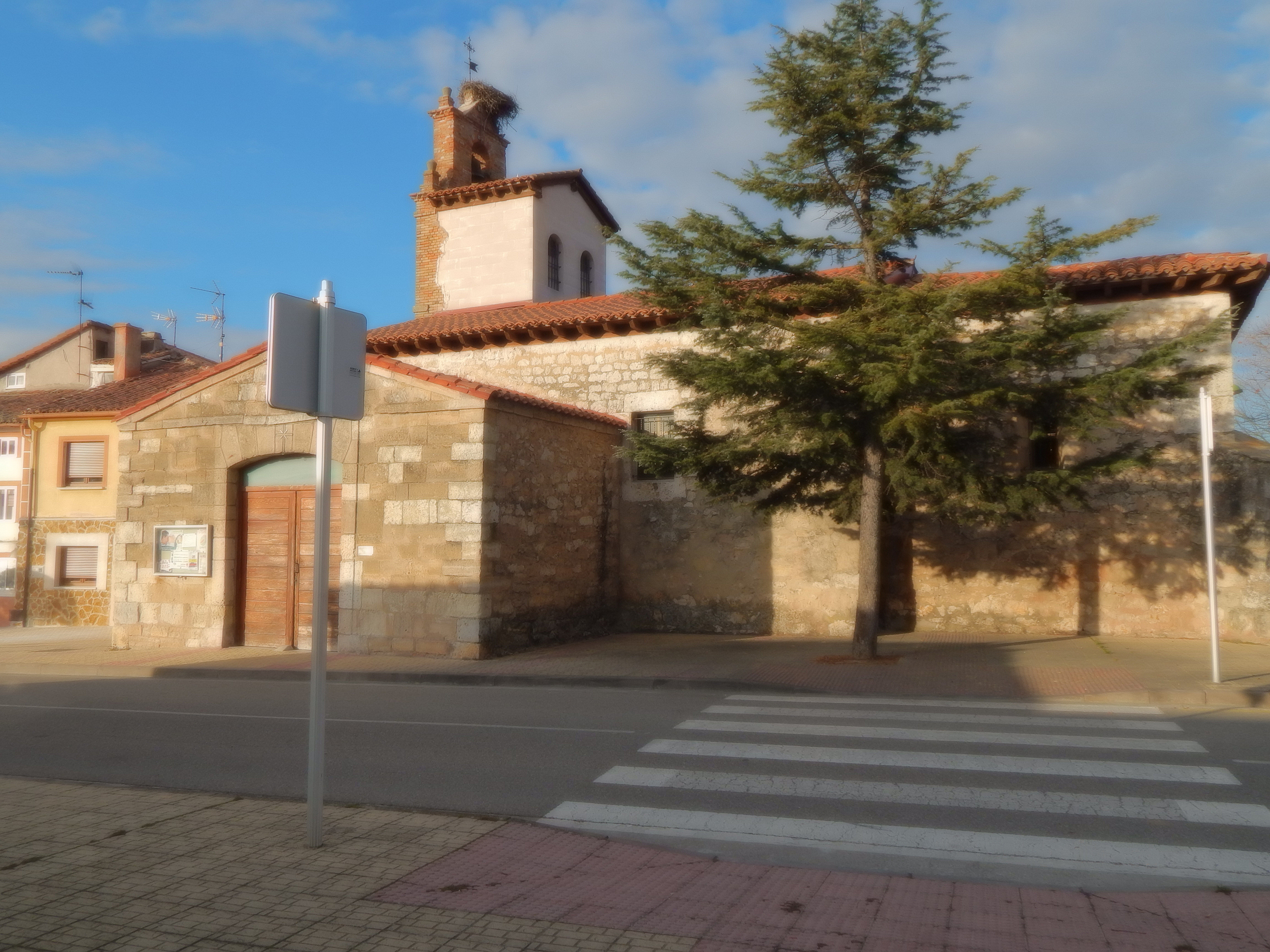
Iglesia románica de Castañares.

- Iglesia de San Quirico y Santa Julita

## La cantina
La localidad tenía un hospital que parece ser que poseía un gran patrimonio, su ubicación según se recuerda era a la entrada del pueblo viniendo de Ibeas. Actualmente es un restaurante donde se celebran las fiestas.
Las fiestas de Castañares se celebran a mediados de junio.
Castañares también recoge un tramo del Camino de Santiago, y por eso muchos turistas de todo el mundo que recorren esta ruta conocen Castañares.

## Equipo de fútbol
El Burgos promesas tiene sus instalaciones en el barrio.
Este club se creó en junio del año 2000 por varios exjugadores del Burgos C.F. El cuerpo directivo del club está formado por exjugadores del Burgos C.F. como por ejemplo Manzanedo, Tamayo y otros muchos. El objetivo de este club es fomentar el deporte desde la base. Para que esto sea posible hay más de 45 personas entre directivos, entrenadores y técnicos. Aparte de los miembros del club también están involucrados los padres y familiares de los jugadores.